# NBA-Draft 1976
Der NBA-Draft 1976 fand am 8. Juni 1976 als 30. NBA Draft im Madison Square Garden in New York City statt. Es gab 17 First-Round-Picks und ebenso viele Second-Round-Picks. 4 dieser 34 gedrafteten Spieler wurden bisher in die Naismith Memorial Basketball Hall of Fame berufen.
Der erste Draftpick war der von den Houston Rockets gedraftete John Lucas II.

## Draft
Runde 1
| Pick | Spieler                   | Nationalität       | NBA-Team                                                  | vorheriges Team/College |
| ---- | ------------------------- | ------------------ | --------------------------------------------------------- | ----------------------- |
| 1    | John Lucas II (PG/SG)     | Vereinigte Staaten | Houston Rockets (von Atlanta Hawks)                       | Maryland                |
| 2    | Scott May (SF)            | Vereinigte Staaten | Chicago Bulls                                             | Indiana                 |
| 3    | Richard Washington (PF/C) | Vereinigte Staaten | Kansas City Kings (von Portland Trail Blazers)            | UCLA                    |
| 4    | Leon Douglas (C)          | Vereinigte Staaten | Detroit Pistons                                           | Alabama                 |
| 5    | Wally Walker (SF/PF)      | Vereinigte Staaten | Portland Trail Blazers                                    | Virginia                |
| 6    | Adrian Dantley (SF/SG)    | Vereinigte Staaten | Buffalo Braves (von New Orleans Hornets via Phoenix Suns) | Notre Dame              |
| 7    | Quinn Buckner (SG)        | Vereinigte Staaten | Milwaukee Bucks                                           | Indiana                 |
| 8    | Robert Parish (C)         | Vereinigte Staaten | Golden State Warriors (von Los Angeles Lakers)            | Centenary               |
| 9    | Armond Hill (PF)          | Vereinigte Staaten | Atlanta Hawks (von Houston Rockets)                       | Princeton               |
| 10   | Ron Lee (PG)              | Vereinigte Staaten | Phoenix Suns                                              | Oregon                  |
| 11   | Bob Wilkerson (SG/SF)     | Vereinigte Staaten | Seattle SuperSonics                                       | Indiana                 |
| 12   | Terry Furlow (SG/SF)      | Vereinigte Staaten | Philadelphia 76ers                                        | Michigan State          |
| 13   | Mitch Kupchak (PF/C)      | Vereinigte Staaten | Washington Bullets (von Buffalo Braves)                   | North Carolina          |
| 14   | Larry Wright (PG)         | Vereinigte Staaten | Washington Bullets                                        | Grambling State         |
| 15   | Chuckie Williams (SG)     | Vereinigte Staaten | Cleveland Cavaliers                                       | Kansas                  |
| 16   | Norm Cook (SF)            | Vereinigte Staaten | Boston Celtics                                            | Kansas                  |
| 17   | Sonny Parker (SG/SF)      | Vereinigte Staaten | Golden State Warriors                                     | Texas A&M               |

Runde 2
| Pick | Spieler                                | Nationalität       | NBA Team                                                               | vorheriges Team/College |
| ---- | -------------------------------------- | ------------------ | ---------------------------------------------------------------------- | ----------------------- |
| 18   | Willie Smith (PG)                      | Vereinigte Staaten | Chicago Bulls                                                          | Missouri                |
| 19   | Bayard Forrest (PG)                    | Vereinigte Staaten | Seattle SuperSonics (von Atlanta Hawks via Milwaukee Bucks)            | Grand Canyon            |
| 20   | Major Jones (PF)                       | Vereinigte Staaten | Portland Trail Blazers (von Kansas City Kings via New Orleans Hornets) | Albany State            |
| 21   | Earl Tatum (SG/SF) [g] Marquette (Sr.) | Vereinigte Staaten | Los Angeles Lakers (von Detroit via Phoenix)                           | Marquette               |
| 22   | Johnny Davis (PG)                      | Vereinigte Staaten | Portland Trail Blazers                                                 | Dayton                  |
| 23   | Alex English (F)                       | Vereinigte Staaten | Milwaukee Bucks (von New Orleans Hornets via Atlanta Hawks)            | South Carolina          |
| 24   | Scott Lloyd (PF/C)                     | Vereinigte Staaten | Milwaukee Bucks                                                        | Arizona                 |
| 25   | Lonnie Shelton (PF/C)                  | Vereinigte Staaten | New York Knicks                                                        | Oregon                  |
| 26   | Jacky Dorsey (SF/PF)                   | Vereinigte Staaten | New Orleans Jazz                                                       | Georgia                 |
| 27   | Phil Hicks (SF/PF)                     | Vereinigte Staaten | Houston Rockets                                                        | Tulane                  |
| 28   | Bob Carrington (SG/SF)                 | Vereinigte Staaten | Atlanta Hawks (von Phoenix Suns)                                       | Boston College          |
| 29   | Dennis Johnson (PG/SG)                 | Vereinigte Staaten | Seattle SuperSonics                                                    | Pepperdine              |
| 30   | Al Fleming (SF/PF)                     | Vereinigte Staaten | Phoenix Suns (von Buffalo Braves)                                      | Arizona                 |
| 31   | Joe Pace (C)                           | Vereinigte Staaten | Washington Bullets                                                     | Coppin State            |
| 32   | Mo Howard (PG/SG)                      | Vereinigte Staaten | Cleveland Cavaliers                                                    | Maryland                |
| 33   | Butch Feher (F/C)                      | Vereinigte Staaten | Phoenix Suns (von Boston Celtics)                                      | Vanderbilt              |
| 34   | Marshall Rogers (SG)                   | Vereinigte Staaten | Golden State Warriors                                                  | Pan-American            |

## ABA Dispersal Draft
Durch die Fusionierung aus NBA und ABA fand einen Monat später der ABA Dispersal Draft statt. Dabei standen Spieler der nicht in die NBA aufgenommenen ABA-Teams Spirits of St. Louis und Kentucky Colonels zur Auswahl. Für jeden Spieler musste, abhängig von der Höhe der Draftposition, eine Kompensation gezahlt werden.
Runde 1
| Pick | Spieler                     | Nationalität       | NBA-Team                                   | vorheriges ABA-Team  |
| ---- | --------------------------- | ------------------ | ------------------------------------------ | -------------------- |
| 1    | Artis Gilmore (C)           | Vereinigte Staaten | Chicago Bulls                              | Kentucky Colonels    |
| 2    | Maurice Lucas (FF)          | Vereinigte Staaten | Portland Trail Blazers (von Atlanta Hawks) | Kentucky Colonels    |
| 3    | Ron Boone (SF)              | Vereinigte Staaten | Kansas City Kings                          | Spirits of St. Louis |
| 4    | Marvin Barnes (C)           | Vereinigte Staaten | Detroit Pistons                            | Spirits of St. Louis |
| 5    | Moses Malone (PF/C)         | Vereinigte Staaten | Portland Trail Blazers                     | Spirits of St. Louis |
| 6    | Randy Denton (C)            | Vereinigte Staaten | New York Knicks                            | Spirits of St. Louis |
| 7    | Bird Averitt (PG)           | Vereinigte Staaten | Buffalo Braves (von Golden State Warriors) | Kentucky Colonels    |
| 8    | Wil Jones (SF)              | Vereinigte Staaten | Indiana Pacers                             | Kentucky Colonels    |
| 9    | Ron Thomas (SG)             | Vereinigte Staaten | Houston Rockets                            | Kentucky Colonels    |
| 10   | Louie Dampier (PG)          | Vereinigte Staaten | San Antonio Spurs                          | Kentucky Colonels    |
| 11   | Jan van Breda Kolff (SG/SF) | Vereinigte Staaten | New York Nets                              | Kentucky Colonels    |
| 12   | Mike Barr (PG)              | Vereinigte Staaten | Kansas City Kings                          | Spirits of St. Louis |

## Weitere Draftpicks mit mindestens einem NBA-Spiel
- Lars Hansen
- Phil Sellers
- Lloyd Walton
- Tom Abernethy
- Gary Cole
- Ira Terrell
- Keith Starr
- Tom Barker
- Wayman Britt
- Ron Davis
- Paul Griffin
- Edmund Lawrence
- Andre McCarter
- Mike Dunleavy sr.
- Art Collins
- Andy Walker
- Phil Walker
- Ralph Drollinger
- Norton Barnhill